# Hårdførhedszone
Enhver planteart har en niche, som den er tilpasset at leve i. En væsentlig del af tilpasningen består i at tåle de klimatiske forhold i det naturlige udbredelsesområde, og på det grundlag kan man beskrive større områder, hvor planterne tåler de samme forhold. Disse områder kaldes hårdførhedszoner, og inddelingen betyder, at man kan vælge planter, som passer til den hårdførhedszone, man bor i. Det giver gode muligheder for at dyrke planterne med succes.
Det er dog væsentligt at understrege, at zoneinddelingen er meget overordnet. En række helt lokale forhold kan betyde, at hårdførhedszonen i realiteten skal være en helt anden. Når det lykkes at dyrke planter som f.eks. Ildland-Gunnera (Gunnera magellanica), Sort Morbær (Morus nigra) og Rosmarin (Rosmarinus officinalis), skyldes det netop, at de mikroklimatiske forhold kan være langt mere gunstige, end den generelle zoneinddeling antyder.

## Forskellige systemer
Nordamerika er opdelt i 10 zoner, hvor Zone 1. er tundra og Zone 10. er tropisk.
England har et system med 4 Zoner. Hvor Zone I. svarer omtrent til Nordamerikas Zone 9. og Zone III. omtrent svarer til Zone 8. i Nordamerika.
Sverige har deres eget system med 8-9 zoner, hvor Zone I. er bl.a. dele af Skåne, et system som ikke er særligt brugbart da mange lidt sarte planter vil kunne overleve under den tykke svenske vintersne.[kilde mangler]
Efter det nordamerikanske system ligger Danmark og store dele af Nordvesteuropa inden for hårdførhedszone "6".